# Moses stentavlor
Moses stentavlor även Mose stentavlor (Maranta leuconeura)  är en art inom familjen strimbladsväxter (Marantaceae). Moses stentavlor härstammar ursprungligen från Brasilien och odlas som krukväxt.
Det finns en annan art i släktet Maranta som ibland också kallas Moses stentavlor, nämligen silverbandsmaranta (Maranta bicolor).